# Krasnoje-na-Wołgie
Krasnoje-na-Wołgie (ros. Красное-на-Волге) – osiedle typu miejskiego w środkowej części europejskiej Rosji, w obwodzie kostromskim, na lewym brzegu Wołgi, siedziba administracyjna rejonu krasnosielskiego. W 2017 roku liczyła ok. 8 tys. mieszkańców.
Pierwsza wzmianka o osadzie pochodzi z 1569 roku. W 1957 roku miejscowość otrzymała status osiedla typu miejskiego.